# カラン・ジョーハル
カラン・クマール・ジョーハル（Karan Kumar Johar、ヒンディー語: करण जौहर、出生時の名はラーフル・クマール・ジョーハル Rahul Kumar Johar、1972年5月25日生まれ）は、インドにおけるヒンディー映画の映画監督、プロデューサー、脚本家、衣装デザイナー、俳優、テレビ番組のパーソナリティである。しばしば非公式にKJoとも呼ばれる。
プロデューサーのヤシュ・ジョーハルの息子である彼は、ロマンティック・コメディードラマ映画『何かが起きてる Kuch Kuch Hota Hai』（1998年）で映画監督としてデビューし、フィルムフェア賞の最優秀監督賞と最優秀脚本賞を受賞した。彼が次に監督した映画、家族を主題としたメロドラマ『家族の四季 -愛すれど遠く離れて- Kabhi Khushi Kabhie Gham ...』（2001年）、続くミュージカル・ロマンティックドラマ『さよならは言わないで Kabhi Alvida Naa Kehna』（2006）は、どちらも国内外の市場で大成功を収めた。社会派ドラマ『マイネーム・イズ・ハーン』（2010年）では、2度目のフィルムフェア賞最優秀監督賞を受賞。2018年のスパイスリラー映画『Raazi』はフィルムフェア賞の最優秀作品賞を受賞。これらの作品、および彼がダルマ・プロダクションの旗印の下で製作したいくつかの作品の成功によって、ジョーハルはヒンディー映画の主要な監督・プロデューサーの1人としての地位を築いた。
ジョーハルは、エンターテインメント業界の他分野にも進出して成功を収めている。テレビのトーク番組『Koffee with Karan』、デート番組『What the Love！』、ラジオ番組『Calling Karan』の司会を務める他、リアリティ番組『Jhalak Dikhhla Jaa』、『India's Got Talent』、『India's Next Superstars』に審査員として出演している。
2020年に、ジョーハルはインドで民間人を顕彰する勲章としては4番目の格式を持つパドマ・シュリー賞を授与された。

## 幼少期と私生活
カラン・ジョーハルはインドのボンベイ（現在のムンバイ）で、ダルマ・プロダクションの創業者ヤシュ・ジョーハルとヒルー・ジョーハルの子として生まれた。父方にパンジャーブ・ヒンドゥーの家系、母方にシンディー・ヒンドゥーの家系を持つ。ボンベイ（現ムンバイ）のグリーンローンズ高校で学んだ後、同じくボンベイにあるH.R. College of Commerce and Economicsに入学した。
ジョーハルがエンターテインメント業界でのキャリアを開始したのは1989年、インドの国営テレビであるドゥールダルシャンのテレビシリーズ『Indradhanush』で俳優としてシュリカントの役を演じた時である。幼い頃、彼は商業インド映画に影響を受けた。特に影響を受けた人物としては、ラージ・カプール、ヤシュ・チョープラー、スーラジ・バルジャーティヤの名前を挙げている 。しばらくの間、ジョーハルは数秘術に従って、映画のタイトルを最初の単語と他の多くの単語が「K」の文字で始まるように名付けていた。しかし数秘術に批判的な映画『Lage Raho Munna Bhai』（2006年）を観て以降、この慣習をやめることにしたという。
ジョーハルは、自身の性的指向に関する話題において、以下のように述べている。「私の性的指向については皆さんご存知の通りです。私はそれを声高に表明する必要はありませんが、もし詳しく説明しろと言われたら、こういうことを言えば刑務所に入る可能性のある国に住んでいるからそうしないだけだ、と答えるでしょう」。2017年2月、ジョーハルは代理出産により双子（女児と男児）の父親になった。双子はムンバイのマスラニ病院で生まれた。娘はジョーハルの母親の名前ヒルー（Hiroo, हिरू）を組み替えてルーヒ（Roohi, रूही）と名付けられた。息子の名前はジョーハルの父親と同じヤシュである 。

## 映画人としての経歴

### 監督
ジョーハルは、ヒンディー映画のランドマークとされる、従兄弟アーディチャ・チョープラーの映画『DDLJ 勇者は花嫁を奪う Dilwale Dulhania Le Jayenge』（1995年）の助監督として映画界に入った。その後、ロマンティック・コメディードラマ『何かが起きてる Kuch Kuch Hota Hai』（1998年）で監督デビュー。この映画の前半は、無神経な少年ラーフル（シャー・ルク・カーン）とおてんばな親友アンジャリ（カジョール）、そして大学で一番きれいな女の子ティナ（ラーニー・ムカルジー）の大学での三角関係、後半は、大人になり妻ティナを亡くしたラーフルと、別の男性（サルマーン・カーン）と婚約している親友アンジャリとの再会が中心に描かれる。この映画は大ヒットし、評論家からも好評を博した。『プラネット・ボリウッド』に寄稿した評論家のアニッシュ・カンナは、「カラン・ジョーハルは印象的な監督デビューを果たした。優れた脚本センスを持ち、『スタイル』で映画を作る方法を知っている」とコメントした。この映画は「National Film Award for Best Popular Film Providing Wholesome Entertainment」を受賞した他、第44回フィルムフェア賞において最優秀作品賞、最優秀監督賞および4つの演技賞すべてを含む主要部門のほとんどを席巻した。

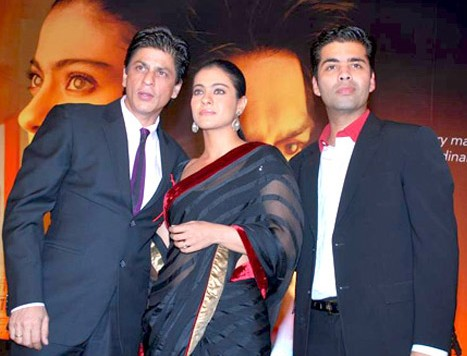
映画プロモーションイベントでのカラン・ジョーハル。シャー・ルク・カーン、カジョールと。

ジョーハルの次の監督作品は、家族を主題としたメロドラマ『家族の四季 -愛すれど遠く離れて- Kabhi Khushi Kabhie Gham ...』（2001年）である。この映画では、アミターブ・バッチャンが尊大で裕福な実業家の父親、ジャヤー・バッチャンが情に厚い母親、シャー・ルク・カーンとリティク・ローシャンが2人の息子役として出演した。また、カジョールとカリーナ・カプールが、それぞれカーンとローシャンの恋人となる下層階級の姉妹役として出演している。この映画は、興行収入でジョーハルの2番目の大ヒット作となり、評論家からも好評を博した。映画評論家のタラン・アダルシュは、「彼が映画という蒼穹の下で最も光り輝いているという事実を、ジョーハルは自ら裏付けた。（映画の）設定は単純だが、最高の評価に値するのはそのストーリーテリングだ」とコメントした。
ジョーハルの3番目の監督作品は、ミュージカル・ロマンティック・ドラマ『さよならは言わないで Kabhi Alvida Naa Kehna』（2006年）で、ニューヨークの「非居住インド人（NRI）」を背景に、夫婦間の不倫という物議を醸すテーマを扱ったものだった。道を断たれたサッカー選手（シャー・ルク・カーン）が、妻（プリーティ・ジンタ）に対する不満から家族ぐるみの友人（ラーニー・ムカルジー）との不倫関係に陥るという物語である。学校の教師である彼女もまた、幼なじみ（アビシェーク・バッチャン）との結婚に不満を抱いていたのである。この映画はインドで大成功を収め、海外でもさらに大きなヒットを飛ばした。ジョーハルがはじめの2作品の監督スタイルから離れたことを賞賛する評論家から、非常に肯定的な評価を受けた。映画評論家のラジーヴ・マサンドは次のように書いている。「カラン・ジョーハルのようにシナリオをしっかりとコントロールできる脚本家はほとんどいない。彼ほど語りの複雑さを理解している人はほとんどいない。ジョーハルは、プロのように簡単に高所から低所へ、高原から山頂へと移動する。一見何でもないようなシーンでも、たった一行の台詞やわずかなBGMだけで特別な瞬間に変える方法を熟知しているのだ」。ジョーハルが共同執筆したこの映画の脚本は多くの評論家から認められ、映画芸術科学アカデミーの図書館に収められることとなった。
ジョーハルの4番目の監督作品は社会派ドラマ『マイネーム・イズ・ハーン』（2010年）で、これは彼が脚本を担当していないはじめての作品となった。映画では、サンフランシスコに住むアスペルガー症候群のイスラム教徒（シャー・ルク・カーン）と彼のヒンドゥー教徒の妻（カジョール）が、アメリカ同時多発テロ事件をきっかけとして人種差別に直面する。この映画は商業的に大きな成功を収め、ジョーハルの型破りな監督スタイルを評価する評論家から絶賛された。評論家のスバーシュ・K・ジャーは、この映画は「他に類を見ないほど内容、雰囲気、扱い方が完璧で、非の打ち所がない作品」と評している。この映画は、ジョーハルに2度目のフィルムフェア賞最優秀監督賞をもたらした。
次の長編映画『スチューデント・オブ・ザ・イヤー 狙え!No.1!!』（2012年）では、ジョーハルは定評ある俳優を主役として出演させず、代わりに3人のデビューしたばかりの俳優（シッダールト・マルホートラ、ヴァルン・ダワン、アーリヤー・バット）を起用した。物語は、大学で「スチューデント・オブ・ザ・イヤー」の称号を狙う学生たちの探求を中心に展開される。この映画はそこそこの商業的成功を収めたが、評論家からの評価は様々であり、「非常に愉快で楽しめる」 という評もあれば、「物語性欠如症候群に苦しむ映画」という評もあった。
その後ジョーハルは、ヒンディー映画100周年を祝うためにリリースされたアンソロジー映画『ボンベイ・トーキーズ』（2013年）において、ゾーヤー・アクタル、アヌラーグ・カシャプ、およびディバカー・バネルジーとチームを組んだ。各監督が1本ずつの短編映画を製作し、それらをまとめて1本のアンソロジー映画とした。ジョーハルの監督作品は、雑誌編集者（ラーニー・ムカルジー）が、会社でのインターン生（サキーブ・サリーム）との交流から、夫（ランディープ・フーダー）がゲイであることを知るというストーリーである。この映画は興行収入こそ芳しくなかったが、評論家からは肯定的な評価を得た。
ジョーハルの続く監督作品は、ロマンティック・ドラマ映画『心〜君がくれた歌〜 Ae Dil Hai Mushkil』（2016年）である。この映画ではランビール・カプールが、アヌシュカ・シャルマ演じる親友への片思いに悩む男を演じた。また、アイシュワリヤー・ラーイ・バッチャンがカプール演じる主人公と一時的に関係を持つ年上の女性を演じ、ファワード・カーンが、シャルマが思いを寄せる男性役を演じている。この映画は商業的な成功を収め、「ジョーハルのこれまでで最も成熟した作品」と評論家から好評を博した。
ジョーハルは、『ボンベイ・トーキーズ』のフォローアップ作品として Netflixでリリースされたアンソロジー映画『慕情のアンソロジー』において、ゾーヤー・アクタル、アヌラーグ・カシャプ、ディバカー・バネルジーと再びチームを組んだ。この映画は、インド映画ではほとんど扱われることのない女性のセクシュアリティを深掘りしたことで称賛された。ジョーハルの担当したパートは、新婚の学校教師（キアラ・アドヴァニ）を中心に展開される。彼女の夫（ヴィッキー・コウシャル）は、彼女が性的に満足を感じていないことに気付かない。
2018年8月11日、ジョーハルは彼のTwitterで、次回作『タクト』を発表した。ムガル帝国時代を舞台とした時代劇で、ランヴィール・シン、カリーナ・カプール・カーン、アーリヤー・バット、ヴィッキー・コウシャル、ブーミー・ペードネーカル、ジャーンヴィ・カプール、アニル・カプールといった多くの映画スターたちがキャスティングされている。脚本はスミット・ロイ、台詞はフサイン・ハイドリー、音楽はA・R・ラフマーンが担当し、ジョーハルが自ら脚本を手がけていない監督作品としては2作目となる。ファーストポストのインタビューで、ジョーハルは『タクト』の撮影を2019年9月に開始すると述べている。

### プロデューサー
アンソロジー映画『ボンベイ・トーキーズ』『慕情のアンソロジー』『恐怖のアンソロジー』を除くジョーハルの監督作品は、父親のヤシュ・ジョーハルによって設立され、2004年に父親が亡くなった後はカランに引き継がれたダルマ・プロダクションの下で製作された。彼自身の監督作品に加えて、ジョーハルはダルマ名義で他の監督によるいくつかの映画をプロデュースした。例としては、『たとえ明日が来なくても  Kal Ho Naa Ho』（2003年）、『Dostana』（2008年）、『I Hate Luv Storys』（2010年）、『火の道 Agneepath』（2012年）、『若さは向こう見ず Yeh Jawaani Hai Deewani』（2013年）、『2 States』（2014年）、『Humpty Sharma Ki Dulhania（2014年）、『カプール家の家族写真 Kapoor＆Sons』（2016年）、『ディア・ライフ Dear Zindagi』（2016年）、『バドリナートの花嫁 Badrinath Ki Dulhania』（2017年）、『Raazi』（2018年）、『Dhadak』（2018年）、および『Simmba』（2018年）などがある。これらの映画の多くは大ヒットしている。

### 俳優
ジョーハルが助監督を務めた『DDLJ 勇者は花嫁を奪う Dilwale Dulhania Le Jayenge』（1995年）に、彼は役者としても出演し、シャー・ルク・カーンが演じる人物の友人という端役を演じた。それ以来、『恋する輪廻 オーム・シャンティ・オーム』（2007年）、『Fashion』（2008年）、『チャンスをつかめ！  Luck by Chance』（2009年）などの映画に本人役でカメオ出演している。
ジョーハルはアヌラーグ・カシャプ監督の時代劇『ボンベイ・ベルベット』（2015年）で、ランビール・カプール、アヌシュカ・シャルマとともに本格的な俳優デビューを果たし、メインキャラクターの一人である敵役を演じた。興行成績は振るわなかったものの、ジョーハルはその演技で一定の評価を得た。評論家のサリタ・A・タンワル氏は、「この映画の唯一の慰めは、カンバッタというキャラクターに威厳をもたらしたカラン・ジョーハルである……これは彼が演じやすいであろう範疇から完全に外れた役であり、称賛に値する」とコメントしている。

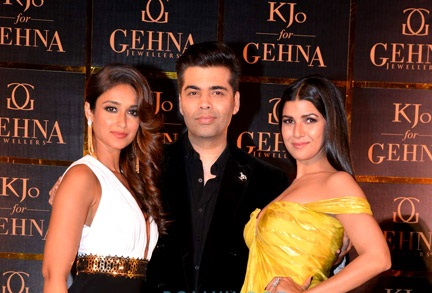
イリアナ・デクルーズ、カラン・ジョーハル、ニムラト・カウル

### 衣装デザイナー
ジョーハルは、『DDLJ 勇者は花嫁を奪う Dilwale Dulhania Le Jayenge』（1995年）、『Dil To Pagal Hai』（1997年）、『Duplicate』（1998年）、『Mohabbatein』（2000年）、『Main Hoon Na』（2004年）、Veer-Zaara（2004年）、『恋する輪廻 オーム・シャンティ・オーム』（2007年）など多くの作品でシャー・ルク・カーンの衣装デザイナーを務めた。

## フィルモグラフィー
| 公開年 | - 邦題 - 原題                                                        | 役割 | 役割 | 役割 | 備考 |
| 公開年 | - 邦題 - 原題                                                        | 監督 | 製作 | 脚本 | 備考 |
| ------ | -------------------------------------------------------------------- | ---- | ---- | ---- | --- |
| 1998   | - 何かが起きてる - Kuch Kuch Hota Hai                                | Yes  |      | Yes  | - フィルムフェア賞8部門受賞 - National Film Award for Best Popular Film Providing Wholesome Entertainment受賞 |
| 2001   | - 家族の四季 -愛すれど遠く離れて- - Kabhi Khushi Kabhie Gham         | Yes  |      | Yes  | フィルムフェア賞5部門受賞                                                                                     |
| 2003   | - たとえ明日が来なくても - Kal Ho Naa Ho                             |      | Yes  | Yes  | - フィルムフェア賞8部門受賞 - 国家映画賞2部門受賞                                                             |
| 2005   | Kaal                                                                 |      | Yes  |      | 共同製作：レッド・チリーズ・エンターテインメント                                                              |
| 2006   | - さよならは言わないで - Kabhi Alvida Naa Kehna                      | Yes  | Yes  | Yes  | フィルムフェア賞1部門受賞                                                                                     |
| 2008   | Dostana                                                              |      | Yes  |      | |
| 2009   | Kurbaan                                                              |      | Yes  | Yes  | |
| 2009   | Wake Up Sid                                                          |      | Yes  |      | フィルムフェア賞3部門受賞                                                                                     |
| 2010   | - マイネーム・イズ・ハーン - My Name Is Khan                         | Yes  | Yes  |      | フィルムフェア賞3部門受賞                                                                                     |
| 2010   | I Hate Luv Storys                                                    |      | Yes  |      | 共同製作：UTVモーション・ピクチャーズ                                                                         |
| 2010   | We Are Family                                                        |      | Yes  |      | - 共同製作：ソニー・ピクチャーズ エンタテインメント - フィルムフェア賞1部門受賞                               |
| 2012   | - 火の道 - Agneepath                                                 |      | Yes  |      | 同名映画（1990年）のリメイク                                                                                  |
| 2012   | Ek Main Aur Ekk Tu                                                   |      | Yes  |      | フィルムフェア賞1部門受賞                                                                                     |
| 2012   | - スチューデント・オブ・ザ・イヤー 狙え!No.1!! - Student of the Year | Yes  | Yes  | Yes  | 共同製作：レッド・チリーズ・エンターテインメント                                                              |
| 2013   | - ボンベイ・トーキーズ - Bombay Talkies                              | Yes  |      | Yes  | ジョーハル担当作品：Ajeeb Dastaan Hai Yeh                                                                     |
| 2013   | Gippi                                                                |      | Yes  |      | |
| 2013   | - 若さは向こう見ず - Yeh Jawaani Hai Deewani                         |      | Yes  |      | |
| 2013   | Gori Tere Pyaar Mein                                                 |      | Yes  |      | |
| 2014   | Hasee Toh Phasee                                                     |      | Yes  |      | 共同製作：ファントム・フィルムズ                                                                              |
| 2014   | 2 States                                                             |      | Yes  |      | 共同製作：Nadiadwala Grandson Entertainment                                                                   |
| 2014   | Humpty Sharma Ki Dulhania                                            |      | Yes  |      | |
| 2014   | Ungli                                                                |      | Yes  |      | |
| 2015   | All India Bakchod Knockout                                           |      | Yes  |      | |
| 2015   | Brothers                                                             |      | Yes  |      | 共同製作：ライオンズゲート、エンデモル・インディア                                                            |
| 2015   | Shaandaar                                                            |      | Yes  |      | 共同製作：ファントム・フィルムズ                                                                              |
| 2016   | - カプール家の家族写真 - Kapoor & Sons                               |      | Yes  |      | フィルムフェア賞5部門受賞                                                                                     |
| 2016   | Baar Baar Dekho                                                      |      | Yes  |      | 共同製作：エクセル・エンターテインメント、エロス・インターナショナル                                          |
| 2016   | - 心〜君がくれた歌〜 - Ae Dil Hai Mushkil                            | Yes  | Yes  | Yes  | フィルムフェア賞4部門受賞                                                                                     |
| 2016   | - ディア・ライフ - Dear Zindagi                                      |      | Yes  |      | 共同製作：レッド・チリーズ・エンターテインメント                                                              |
| 2017   | Ok Jaanu                                                             |      | Yes  |      | 共同製作：マドラス・トーキーズ                                                                                |
| 2017   | - バドリナートの花嫁 - Badrinath Ki Dulhania                         |      | Yes  |      | フィルムフェア賞1部門受賞                                                                                     |
| 2017   | Ittefaq                                                              |      | Yes  |      | 共同製作：レッド・チリーズ・エンターテインメント                                                              |
| 2018   | - 慕情のアンソロジー - Lust Stories                                  | Yes  |      | Yes  | ジョーハルは4番目の短編作品を担当                                                                             |
| 2018   | Raazi                                                                |      | Yes  |      | 共同製作：ジャングリー・ピクチャーズ                                                                          |
| 2018   | Dhadak                                                               |      | Yes  |      | |
| 2018   | Simmba                                                               |      | Yes  |      | |
| 2019   | - ケサリ 21人の勇者たち - Kesari                                     |      | Yes  |      | |
| 2019   | Kalank                                                               |      | Yes  |      | 共同製作：Nadiadwala Grandson Entertainment、フォックス・スター・スタジオ                                     |
| 2019   | Student of the Year 2                                                |      | Yes  |      | |
| 2019   | Drive                                                                |      | Yes  |      | |
| 2019   | Good Newwz                                                           |      | Yes  |      | 共同製作：Cape of Good Films                                                                                  |
| 2021   | - 恐怖のアンソロジー - Ghost Stories                                 | Yes  |      | Yes  | ジョーハルは4番目の短編作品を担当                                                                             |
| 2021   | Sooryavanshi                                                         |      | Yes  |      | 共同製作：リライアンス・エンターテインメント、Rohit Shetty Pictures、Cape of Good Films                       |
| 2021   | ブラフマーストラ                                                     |      | Yes  |      | 共同製作：スター・スタジオ、Namit Malhotra                                                                    |
| 2021   | Liger                                                                |      | Yes  |      | 共同製作：Puri Connects、テルグ語とヒンディー語で撮影                                                         |

### 俳優としての出演作品
| 公開年 | - 邦題 - 原題                                          | 役                                           | 備考                                |      |              |                |                |
| ------ | ------------------------------------------------------ | -------------------------------------------- | ----------------------------------- | ---- | ------------ | -------------- | -------------- |
| 公開年 | - 邦題 - 原題                                          | 役                                           | 備考                                | 1989 | Indradhanush | シュリカント役 | テレビシリーズ |
| 1995   | - DDLJ 勇者は花嫁を奪う - Dilwale Dulhania Le Jayenge  | ロッキー役                                   | 助監督作品                          |      |              |                |                |
| 2003   | - たとえ明日が来なくても - Kal Ho Naa Ho               | カフェの客役（クレジットなし）               |                                     |      |              |                |                |
| 2005   | Home Delivery: Aapko... Ghar Tak                       | 本人役（カメオ出演）                         |                                     |      |              |                |                |
| 2006   | Alag                                                   | 本人役（カメオ出演）                         | "Sabse Alag"という曲の中で出演      |      |              |                |                |
| 2007   | Salaam-e-Ishq                                          | 本人役（声）                                 |                                     |      |              |                |                |
| 2007   | - 恋する輪廻 オーム・シャンティ・オーム - Om Shanti Om | 本人役（カメオ出演）                         |                                     |      |              |                |                |
| 2008   | C Kkompany                                             | 本人役・ゲームショーのホスト役（カメオ出演） |                                     |      |              |                |                |
| 2008   | Fashion                                                | 本人役（カメオ出演）                         |                                     |      |              |                |                |
| 2009   | Luck by Chance                                         | 本人役（カメオ出演）                         |                                     |      |              |                |                |
| 2014   | Hasee Toh Phasee                                       | 客役                                         |                                     |      |              |                |                |
| 2015   | Shamitabh                                              | 本人役（カメオ出演）                         |                                     |      |              |                |                |
| 2015   | Bombay Velvet                                          | Kaizad Khambatta役                           | 俳優としての長編映画デビュー        |      |              |                |                |
| 2015   | Shaandaar                                              | 本人役（カメオ出演）                         |                                     |      |              |                |                |
| 2018   | Welcome To New York                                    | Karan/Arjun役                                |                                     |      |              |                |                |
| 2018   | Simmba                                                 | ダンスナンバーにてカメオ出演                 | "Aankh Maarey"という曲の中で出演    |      |              |                |                |
| 2019   | Good Newwz                                             | 本人役（カメオ出演）                         | "Chandigarh Mein"という曲の中で出演 |      |              |                |                |

## テレビ出演
ジョーハルは、トーク番組『Koffee with Karan』のホストとして、俳優、監督、プロデューサー、その他のヒンディー映画業界の著名な面々と対談した。シリーズは2004年から2019年の間に断続的に放送され、2020年6月現在で6シーズン目となっている。
2012年から、ジョーハルはリアリティ番組『Jhalak Dikhhla Jaa』（マドゥリ・ディークシット、レモ・デソウザと共演）、『India's Got Talent』（マライカ・アローラ・カーン、キロン・ケール、ファラー・カーンと共演）、『India's Next Superstars』（ローヒト・シェッティと共演）に審査員として出演している。

## 批判
ジョーハルは、自分の映画に有名なボリウッドスターの子を起用し、業界の新人を支援しないことで、縁故主義を支持していると批判されてきた  。彼はトーク番組『Koffee with Karan』において、カンガナー・ラーナーウトによってはじめてこの批判を受けた 。ボリウッド業界内では、大多数がその批判を支持しなかったが、ソーシャルメディアの多くはこれを支持した。
映画界のバックグラウンドを持たなかった 俳優スシャント・シン・ラージプートの自殺を契機に、ジョーハルに対する縁故主義論争が再燃した。映画評論家の何人かは、ジョーハルがラージプートのキャリアを妨害したと主張した 。ラージプートの自殺を「幇助した」として、ジョーハルは告訴された。インターネット上でジョーハルに対する怒りのコメントが投稿され、彼はInstagramで多くのフォロワーを失った。
ジョーハルは縁故主義の申し立てに対して、自分のプロダクションは21人の新人監督を採用してきており、「そのうち16-17人は『縁故』のある若い映画人ではないと言えます。彼らは業界の人間ではありません。完全に外部の人間です」と応えた。また、彼がキャスティングした業界「内部」の関係者については、「なぜ（業界）出身の俳優の一部を不当に貶める必要があるのでしょう？なぜそのことについて最初に申し開きしなければならないのでしょうか？彼らはカメラの前に立つだけの才能が十分にあると思っていますし、一つ言わせてもらうならば、そういう人たちはこの業界の入口にたどり着くのは簡単かもしれませんが、その先には長い旅が待っているのです」と述べた。